# Mirador del Mas Ratés
El Mirador del Mas Ratés és un mirador situat al terme municipal de Viladecans, al Baix Llobregat, dins del Parc Forestal de Mas Ratés, en concret a la falda de la Serra de Miramar, el qual ofereix una vista privilegiada de tot el Delta del Llobregat.
El mirador està ubicat, en part, en una finca muntanyosa propietat de la família Lligadas de Cal Sardà, on antigament s'hi havien conreat cirerers i posteriorment garrofers que servien per alimentar el bestiar. Un incendi forestal a finals de la dècada dels anys 70 va deixar el terreny en desús (Polígon 21, parcel·la 4, Muntanya de Viladecans).
A la dècada dels 90 es van dur a terme treballs de manteniment i arranjament i, a part de replantar pins, es va construir el propi mirador i un camí circumvalant que havia de servir de talla focs.
Actualment és una zona de pi on s'hi pot observar una gran diversitat d'aus.
S'hi pot accedir per un camí de 580 metres que neix a la confluència entre els carrers de la Farigola i del Cedre de la ciutat de Viladecans, després de superar un fort pendent.